# Вунсокет (Род-Айленд)
Вунсокет (англ. Woonsocket) — місто (англ. city) в США, в окрузі Провіденс штату Род-Айленд. Населення — 43 240 осіб (2020).

## Географія
Вунсокет розташований за координатами 42°0′6″ пн. ш. 71°30′0″ зх. д. / 42.00167° пн. ш. 71.50000° зх. д. (42.001706, -71.499949). За даними Бюро перепису населення США в 2010 році місто мало площу 20,55 км², з яких 20,04 км² — суходіл та 0,50 км² — водойми.

### Клімат
| Клімат : Вунсокет       | Клімат : Вунсокет | Клімат : Вунсокет | Клімат : Вунсокет | Клімат : Вунсокет | Клімат : Вунсокет | Клімат : Вунсокет | Клімат : Вунсокет | Клімат : Вунсокет | Клімат : Вунсокет | Клімат : Вунсокет | Клімат : Вунсокет | Клімат : Вунсокет | Клімат : Вунсокет |
| Показник                | Січ.              | Лют.              | Бер.              | Квіт.             | Трав.             | Черв.             | Лип.              | Серп.             | Вер.              | Жовт.             | Лист.             | Груд.             | Рік               |
| Абсолютний максимум, °C | 20,0              | 21,1              | 30,6              | 34,4              | 36,1              | 38,9              | 38,9              | 40,0              | 35,6              | 32,2              | 27,8              | 24,4              | 40,0              |
| Середній максимум, °C   | 2,8               | 4,4               | 9,4               | 15,0              | 21,1              | 26,1              | 28,9              | 27,8              | 23,9              | 17,8              | 11,7              | 5,6               | 16,1              |
| Середній мінімум, °C    | −10,6             | −8,9              | −3,9              | 1,7               | 7,2               | 12,8              | 15,6              | 15,0              | 9,4               | 2,8               | −1,1              | −6,7              | 2,8               |
| Абсолютний мінімум, °C  | −31,7             | −28,9             | −25               | −11,7             | −3,9              | −0,6              | 3,3               | −1,1              | −5                | −9,4              | −18,9             | −26,7             | −31,7             |
| Норма опадів, мм        | 115               | 86                | 104               | 107               | 91                | 97                | 93                | 107               | 105               | 108               | 117               | 103               | 1233              |
| ----------------------- | ----------------- | ----------------- | ----------------- | ----------------- | ----------------- | ----------------- | ----------------- | ----------------- | ----------------- | ----------------- | ----------------- | ----------------- | ----------------- |
| Джерело:                |                   |                   |                   |                   |                   |                   |                   |                   |                   |                   |                   |                   |                   |

## Демографія

### Перепис 2010
Згідно з переписом 2010 року, у місті мешкало 41 186 осіб у 17 062 домогосподарствах у складі 10 008 родин. Густота населення становила 2005 осіб/км². Було 19214 помешкання (935/км²).
Расовий склад населення:
| - 77,7 % — білих - 6,4 % — чорних або афроамериканців - 5,4 % — азіатів - 0,4 % — корінних американців - 5,7 % — осіб інших рас |

До двох чи більше рас належало 4,3 %. Частка іспаномовних становила 14,2 % від усіх жителів.
За віковим діапазоном населення розподілялося таким чином: 24,0 % — особи молодші 18 років, 62,8 % — особи у віці 18—64 років, 13,2 % — особи у віці 65 років та старші. Медіана віку мешканця становила 36,8 року. На 100 осіб жіночої статі у місті припадало 93,8 чоловіків; на 100 жінок у віці від 18 років та старших — 90,1 чоловіків також старших 18 років.
Середній дохід на одне домашнє господарство становив 50 208 доларів США (медіана — 36 420), а середній дохід на одну сім'ю — 58 944 долари (медіана — 45 986). Медіана доходів становила 43 639 доларів для чоловіків та 35 688 доларів для жінок. За межею бідності перебувало 25,0 % осіб, у тому числі 40,8 % дітей у віці до 18 років та 13,6 % осіб у віці 65 років та старших.
Цивільне працевлаштоване населення становило 17 870 осіб. Основні галузі зайнятості: освіта, охорона здоров'я та соціальна допомога — 21,8 %, роздрібна торгівля — 17,2 %, виробництво — 15,1 %.

### Перепис 2000
За даними перепису 2000 року
на території муніципалітету мешкало 44 328 людей, було 17 750 садиб.
Густота населення становила 2.164,6 осіб/км². З 17 750 садиб у 31,2 % проживали діти до 18 років, подружніх пар, що мешкали разом, було 39,4 %,
садиб, у яких господиня не мала чоловіка — 16,2 %, садиб без сім'ї — 39,3 %.
Власники 12,5 % садиб мали вік, що перевищував 65 років, а в 32,7 % садиб принаймні одна людина була старшою за 65 років. Кількість людей у середньому на садибу становила 2,37, а в середньому на родину 3,02.
Дохід на душу населення був 16 223 доларів. Приблизно 16,7 % родин та 19,4 % населення жили за межею бідності.
Медіанний вік населення становив 35 років. На кожних 100 жінок віком понад 18 років припадало 86,8 чоловіків.